# Tecuja Tocuka
Tecuja Tocuka (japonsko 戸塚 哲也), japonski nogometaš in trener, * 24. april 1961.
Za japonsko reprezentanco je odigral 18 uradnih tekem.